# Brian Weitz
Brian Weitz, známý rovněž jako Geologist, (* 26. března 1979) je americký hudebník, člen skupiny Animal Collective.
Studoval na Park School of Baltimore, kde se seznámil s ostatními členy skupiny. Později odešel na Kolumbijskou univerzitu, přičemž každý ze čtyř členů budoucí kapely odešel na jinou školu. V roce 2009 se oženil a následujícího roku se mu narodil syn.
Mimo členství ve skupině působí jako diskžokej. V roce 2025 vydá společné album s Dougem Shawem, známým jako Highlife, nazvané A Shaw Deal.
Dne 3. dubna 2016 vystoupil s dalšími hosty na koncertu velšského hudebníka Johna Calea, při němž hrál písně z prvních dvou alb kapely The Velvet Underground. Společně s dalšími dvěma členy Animal Collective (Panda Bear a Avey Tare) zde vystoupili s písní „There She Goes Again“ a společně se všemi zúčastněnými hosty přispěl také do závěrečné písně „Sister Ray“. Jako Caleův host znovu vystoupil při třech koncertech v listopadu 2017 v New Yorku. Se dvěma zmiňovanými členy Animal Collective rovněž hrál na Caleově albu Mercy (2023).

## Diskografie

### Sólová
- Live in the Land of the Sky (2018)
- Tuscon Tracks / Super (2023)

### Spolupráce
- Danse Manatee (Avey Tare, Panda Bear & Geologist, 2001)
- Hollinndagain (Avey Tare, Panda Bear & Geologist, 2002)
- A Shaw Deal (Geologist & D.S., 2025)

### Animal Collective
- Here Comes the Indian (2003)
- Feels (2005)
- Prospect Hummer (EP; 2005)
- Strawberry Jam (2007)
- Water Curses (EP; 2008)
- Merriweather Post Pavilion (2009)
- Animal Crack Box (2009)
- Fall Be Kind (EP; 2009)
- Oddsac (2010)
- Keep + Animal Collective (EP; 2011)
- Centipede Hz (2012)
- Painting With (2016)
- The Painters (EP; 2017)
- Meeting of the Waters (EP; 2017)
- Tangerine Reef (2018)
- Crestone (2021)
- Time Skiffs (2022)
- Isn't It Now? (2023)

### Ostatní
- Invoke (Arto Lindsay, 2002)
- Mercy (John Cale, 2023)
- New Earth Seed (Jeffrey Alexander & the Heavy Lidders, 2023)